# Agriotes leuthneri
Agriotes leuthneri là một loài bọ cánh cứng trong họ Elateridae. Loài này được Platia & Gudenzi miêu tả khoa học năm 1997.